# قائمة جامعات قطر
هذه قائمة بالجامعات والكليات وأفرع الجامعات الأجنبية في دولة قطر.

## جامعات قطرية
- جامعة قطر
- جامعة حمد بن خليفة
- جامعة لوسيل
- جامعة الدوحة للعلوم والتكنولوجيا
- كلية المجتمع في قطر
- جامعة الأزهر (الدوحة)
- معهد الدوحة للدراسات العليا

## فروع جامعات أجنبية
- برنامج الجسر الأكاديمي
- جامعة جورجتاون - قطر
- جامعة كومنولث فرجينيا - قطر
- جامعة كارنيجي ميلون - قطر
- جامعة تكساس أي أند إم - قطر
- وايل كورنيل للطب - قطر
- كلية لندن الجامعية - قطر
- كلية باريس للدراسات التجارية العليا - الدوحة
- جامعة كالجاري - قطر
- جامعة أُولستر - لوسيل
- الجامعة الوطنية الماليزية - لوسيل
- كلية التأسيس الجامعي